# Красноармійська сільська рада (Красноперекопський район)
Красноармі́йська сільська́ ра́да — адміністративно-територіальна одиниця та орган місцевого самоврядування у Красноперекопському районі Автономної Республіки Крим. Адміністративний центр — село Красноармійське.

## Загальні відомості
- Населення ради: 1 468 осіб (станом на 2001 рік)

## Населені пункти
Сільській раді були підпорядковані населені пункти:
- с. Красноармійське
- с. Надеждине
- с. Смушкине

## Склад ради
Рада складалася з 16 депутатів та голови.
- Голова ради: Соценко Віктор Володимирович
- Секретар ради: Косілова Олена Миколаївна

### Керівний склад попередніх скликань
| Прізвище, ім'я, по батькові   | Основні відомості                                                         | Дата обрання | Дата звільнення |
| ----------------------------- | ------------------------------------------------------------------------- | ------------ | --------------- |
| Ільницький Михайло Михайлович | Сільський голова, 1958 року народження, безпартійний                      | 26.03.2006   | 11.11.2007      |
| Соценко Віктор Володимирович  | Сільський голова, 1957 року народження, освіта вища, член Народної партії | 16.03.2008   | 31.10.2010      |
| Соценко Віктор Володимирович  | Сільський голова, 1957 року народження, освіта вища, член Партії регіонів | 31.10.2010   |                 |

Примітка: таблиця складена за даними сайту Верховної Ради України

### Депутати
За результатами місцевих виборів 2010 року депутатами ради стали:

#### За суб'єктами висування
| Суб'єкт висування                 | Кількість обраних депутатів | %    |
| --------------------------------- | --------------------------- | ---- |
| Партія регіонів                   | 12                          | 75   |
| Самовисування                     | 3                           | 18,8 |
| Політична партія «Руська Єдність» | 1                           | 6,3  |

#### За округами
| № округу                          | Прізвище, ім'я, по батькові  | Дата визнання обраним | Освіта  | Партійна приналежність                  | Відомості про обраного депутата                                |
| --------------------------------- | ---------------------------- | --------------------- | ------- | --------------------------------------- | -------------------------------------------------------------- |
| Партія регіонів                   |                              |                       |         |                                         |                                                                |
| 1                                 | Ільницька Ольга Борисівна    | 03.11.2010            | вища    | член Партії регіонів                    | тимчасово не працює                                            |
| 3                                 | Неприкова Галина Генадіївна  | 03.11.2010            | вища    | член Партії регіонів                    | дошкільний навчальний заклад «Росинка», вихователь             |
| 4                                 | Матаєв Сергій Миколайович    | 03.11.2010            | середня | член Партії регіонів                    | тимчасово не працює                                            |
| 5                                 | Ефременко Лариса Віталіївна  | 03.11.2010            | середня | член Партії регіонів                    | Красноармійська сільська рада, архіваріус                      |
| 6                                 | Косілов Андрій Петрович      | 03.11.2010            | вища    | член Партії регіонів                    | ВАТ «Кримський содовий завод», охоронець                       |
| 7                                 | Косілова Олена Миколаївна    | 03.11.2010            | вища    | член Партії регіонів                    | Красноармійська сільська рада, секретар                        |
| 8                                 | Гарбуз Світлана Ярославівна  | 03.11.2010            | вища    | член Партії регіонів                    | Красноармійська загальноосвітня школа, помічник кухаря         |
| 9                                 | Бекета Ірина Валеріївна      | 03.11.2010            | вища    | член Партії регіонів                    | тимчасово не працює                                            |
| 10                                | Астахова Лариса Миколаївна   | 03.11.2010            | вища    | член Партії регіонів                    | Красноармійська сільська рада, касир                           |
| 13                                | Попаз Юрій Григорович        | 03.11.2010            | середня | член Партії регіонів                    | приватний підприємець                                          |
| 14                                | Деревянко Тамара Павлівна    | 03.11.2010            | вища    | член Партії регіонів                    | тимчасово не працює                                            |
| 16                                | Риліна Людмила Миколаївна    | 03.11.2010            | середня | член Партії регіонів                    | пенсіонерка                                                    |
| Політична партія «Руська Єдність» |                              |                       |         |                                         |                                                                |
| 12                                | Дрокачук Світлана Миколаївна | 03.11.2010            | вища    | член Політичної партії «Руська Єдність» | Красноармійська загальноосвітня школа, заступник директора     |
| Самовисування                     |                              |                       |         |                                         |                                                                |
| 2                                 | Османова Айше Рефатівна      | 03.11.2010            | вища    | позапартійна                            | Красноармійська сільська рада, землевпорядник                  |
| 11                                | Приходько Лідія Наумівна     | 03.11.2010            | вища    | позапартійна                            | Красноармійський будинок культури, директор                    |
| 15                                | Манолій Марія Василівна      | 03.11.2010            | середня | позапартійна                            | фельдшерсько-акушерський пункт с. Надєждіно, молодша медсестра |